# Gio Ponti
Giovanni Ponti més conegut com a Gio Ponti Milà, 18 de novembre de 1891 - 16 de setembre de 1979) va ser un dels arquitectes, dissenyadors industrials, artistes i publicistes italians més importants del segle xx.
Els seus pares van ser Enrico Ponti i Giovanna Rigone. El 1921 es va casar amb Giulia Vimercati.

## Obres
El 1956 Gio Ponti amb Gualtiero Galmanini, Giordano Forti i Piero Portaluppi van participar en l'ampliació del Politecnico di Milano. Aquesta ampliació va incloure la construcció de la nova Universitat d'Arquitectura i Disseny, un projecte que va marcar un pas important en el desenvolupament de l'educació arquitectònica a Milà.
La seva obra més excel·lent és la Torre Pirelli, antiga seu de la firma homònima per la qual va ser construït entre el 1956 i el 1961. Actualment és la seu de la Regione Lombardia. Està situat a Milà al costat de l'estació Central del ferrocarril. L'obra va ser construïda entorn d'una estructura central dissenyada per Pier Luigi Nervi. L'any 1970 es va inaugurar una de les seves darreres obres la Concatedral de la Mare de Déu a Tàrent.
Al continent americà destaquen la Villa Planchart (1953-1957) a Caracas, Veneçuela i el Denver Art Museum (1970-1971) de Denver, Colorado, Estats Units.